# Riu Tennessee

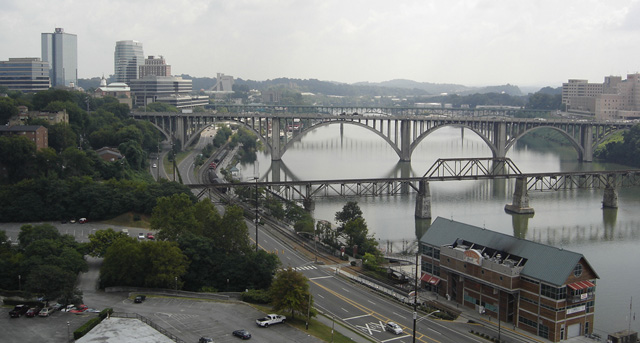
El riu Tennessee a Knoxville

El riu Tennessee és l'afluent més gran del riu Ohio. Té una llargada aproximada de 1.049 km i es troba al sud dels Estats Units, transcorre pels estats dels Estats Units de Tennessee, Alabama, Mississipi i Kentucky. Antigament estava aquesta zona poblada només pels amerindis Cherokees. L'autoritat governativa Tennessee Valley Authority (TVA) hi projectà i construí diversos embassaments.
El riu Tennessee es forma per la confluència dels rius Holston i French Broad a l'est de Knoxville. Després flueix cap al sud i després de passar per Alabama i formar frontera amb l'estat de Mississipi, torna a Tennessee. Té una llargada de 1.046 km, un cabal mitjà de 2.000 m³/s

## Afluents

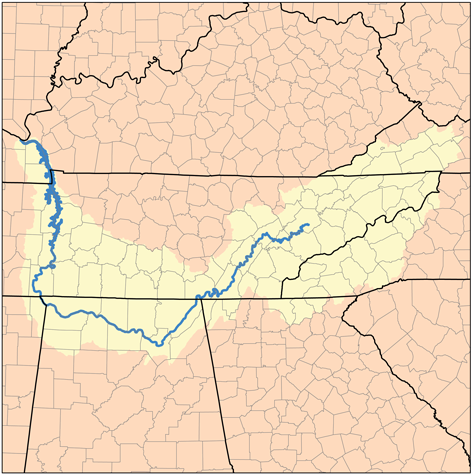
Mapa de la conca del riu Tennessee

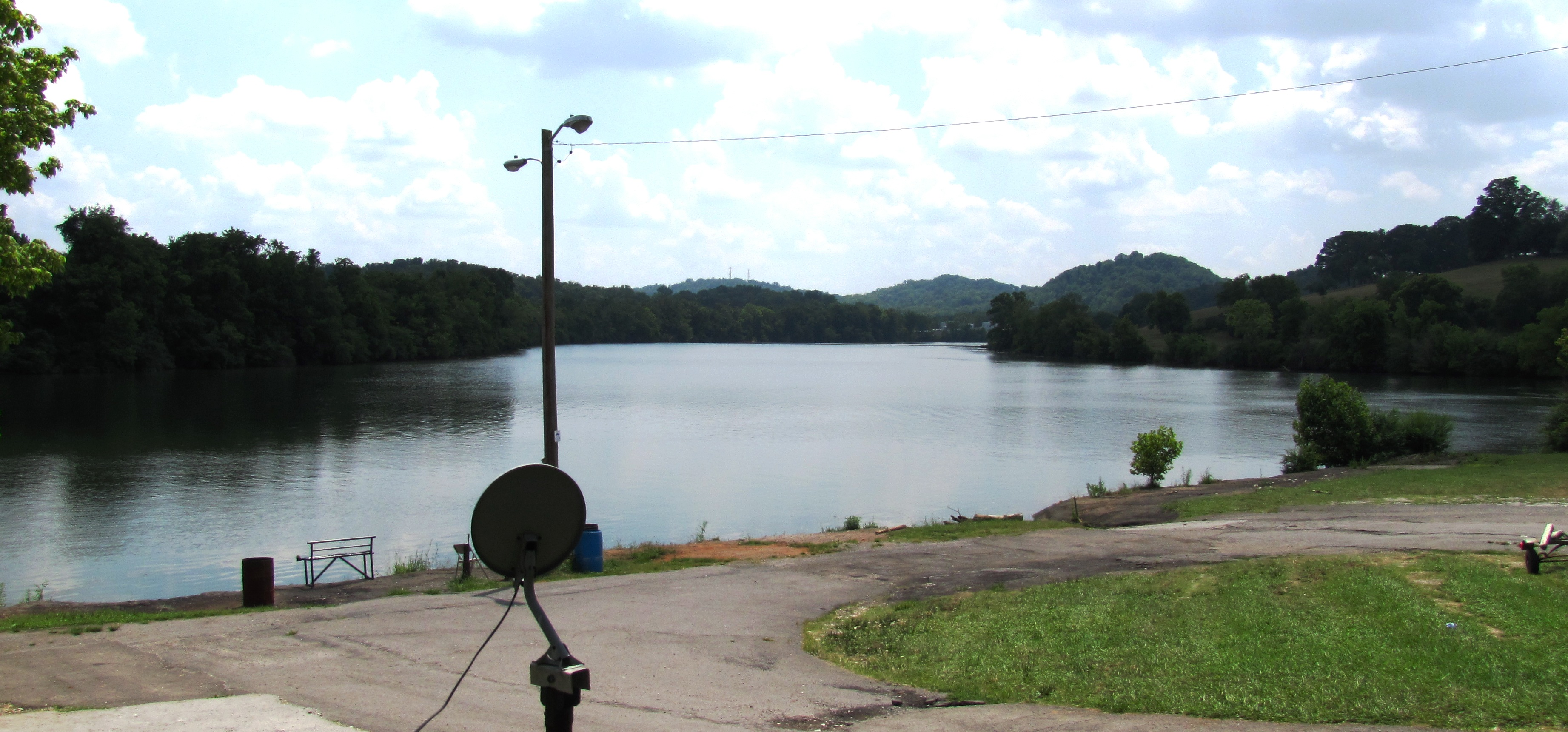
Lloc on s'uneixen els rius French Broad (esquerra) amb el riu Holston (dreta) per formar el riu Tennessee (centre)

- Horse Creek
- Big Sandy River (Tennessee)
- Duck River (Tennessee)
  - Buffalo River (Tennessee)
  - Piney River (Tennessee)
- Beech River (Tennessee)
- Bear Creek (Alabama)[1]

## Ciutats destacades
- Chattanooga
- Decatur (Alabama),
- Florence (Alabama)
- Huntsville (Alabama)
- Knoxville